# 순심
순심(荀諶, ? ~ ?)은 중국 후한 말기의 관료로, 자는 우약(友若)이며, 예주 영천군 영음현(穎陰縣) 사람이다. 제남상 순곤의 아들이다.

## 생애
순욱의 넷째 형으로, 원소를 섬겼다.
초평 2년(191년), 원소의 명령으로 고간·곽도·장도·신평 등과 함께 사자로서 기주목 한복에게 갔다. 교묘한 말솜씨로 한복을 설득하여 기주를 원소에게 넘겼으며, 건안 4년(199년)에는 전풍·허유 등과 함께 모사에 임명되었다.
이후의 기록은 없으며, 조조의 부하 진군이 남긴 "순욱·순유·순연·순심·순열만큼 뛰어난 자가 없다"라는 말에 잠깐 언급될 뿐이다.

## 《삼국지연의》 속 순심
본래 한복의 부하였던 것으로 되어 있다.
건안(建安) 4년(199년) 신평(辛評)과 함께 조조를 칠 것을 주장하였으며, 이후에는 등장하지 않는다.

## 같이 보기
- 삼국지 인물 목록

## 순심의 친족관계

### 관련 인물
순연　순욱(荀彧)　순욱(荀勗)　순유　순황